# Loxothylacus omissus
Loxothylacus omissus is een krabbezakjessoort uit de familie van de Sacculinidae. De wetenschappelijke naam van de soort is voor het eerst geldig gepubliceerd in 1957 door Boschma.